# David Jablonský
David Jablonský (ur. 8 października 1991 w Sokolovie) – czeski piłkarz grający na pozycji środkowego obrońcy.

## Kariera

### Młodość i FK Teplice
Jablonský rozpoczął seniorską karierę w 2009 w klubie FK Teplice. Z cieplickiego klubu był wypożyczany do kilku innych czeskich klubów, takich jak FK Čáslav, Arsenal Česká Lípa, FK Ústí nad Labem oraz Baník Sokolov. Dla Teplic rozegrał 85 ligowych meczów, w których strzelił 7 bramek.

### Tom Tomsk
W maju 2016 Jablonský przeniósł się do rosyjskiego klubu Tom Tomsk. 7 sierpnia 2016 zadebiutował dla nowego klubu, gdy wyszedł w pierwszym składzie w wyjazdowym, zremisowanym 2:2 meczu 2. kolejki Priemjer-Ligi z Lokomotiwem Moskwa. Jablonský w 13. minucie meczu sfaulował Aleksieja Miranczuka z Lokomotiwu w polu karnym, przez co otrzymał żółtą kartkę, a serbski napastnik Lokomotiwu, Petar Škuletić, zdobył z rzutu karnego pierwszą bramkę w tymże meczu. W grudniu 2016 rozwiązał umowę z klubem i stał się wolnym zawodnikiem. Dla rosyjskiego klubu rozegrał 7 spotkań w których nie zdołał wpisać się na listę strzelców.

### Lewski Sofia
W dniu 9 stycznia 2017 Jablonský podpisał dwu i półroczny kontrakt z bułgarskim klubem Lewski Sofia. Dla nowego klubu zadebiutował 18 lutego 2017 w wyjazdowym, przegranym 0:1 meczu 20. kolejki Pyrwej PFL z OFK Pirin. Premierową bramkę dla stołecznego klubu zdobył 4 marca 2017, w domowym meczu 23. kolejki, prestiżowym starciu znanym jako Wieczne Derby, czyli meczu z CSKA Sofia. Była to bramka na 2:1, a więc zamykająca wynik meczu. Jablonský kilka minut wcześniej wywalczył również karnego, którego wykorzystał Słowak Roman Procházka. W następnym sezonie Jablonský stał się kluczową postacią zespołu, notując 10 czystych kont w pierwszej połowie sezonu, a także będąc najlepszym strzelcem drużyny z 7 golami. Również w kolejnych derbach Sofii udało mu się zdobyć bramkę, tym razem otwierającą wynik meczu.

### Cracovia
20 czerwca 2019 podpisał trzyletni kontrakt z Cracovią. Dla Pasów zadebiutował 18 lipca 2019 w meczu rewanżowym 1. rundy kwalifikacji do Ligi Europy UEFA 2019/2020 ze słowackim klubem DAC 1904 Dunajská Streda. Jego debiut ligowy przypadł 27 lipca 2019, na domowy, przegrany 1:2 mecz 2. kolejki z Łódzkim Klubem Sportowym. Pierwszą bramkę dla krakowskiej drużyny zdobył 25 listopada 2019 w domowym, wygranym 2:0 meczu 16. kolejki z KGHM Zagłębiem Lubin.
24 lipca 2020 wywalczył z Cracovią Puchar Polski, wygrywając w dogrywce 3:2 z Lechią Gdańsk. To pierwszy w historii puchar dla Pasów.

## Kontrowersje
W 2013 oddział antykorupcyjny czeskiej policji wpadł na trop ustawiania meczów na terenie Czech i Słowacji. W sprawę zamieszana miała być singapurska mafia bukmacherska oraz kilkunastu tamtejszych piłkarzy, głównie zawodników słowackiego klubu DAC 1904 Dunajská Streda oraz czeskich FK Teplice i Dynamo Czeskie Budziejowice. Wśród podejrzanych pojawiło się nazwisko Jablonskiego, który jako piłkarz FK Teplice miał wpływać na wyniki i wydarzenia na boisku podczas meczów tej drużyny w roku 2012. Udowodniono mu ustawienie wydarzeń w 5 meczach. Początkowo został on zawieszony, jednakże po upływie 1,5 miesiąca wrócił na boisko. Otrzymał pozwolenie na kontynuowanie kariery poza granicami swojego kraju. Sprawa trafiła do sądu dopiero 3 lata później, a Jablonský został skazany na 1,5 roku więzienia w zawieszeniu i 20 tys. koron grzywny. Piłkarz odwołał się od kary i kontynuował karierę. W listopadzie 2019 sąd apelacyjny w Czeskich Budziejowicach utrzymał w mocy wyrok sądu pierwszej instancji, przez co piłkarzem mogłoby się zająć FAČR, jednak Jablonský po transferze do Rosji wyrejestrował się ze związku, co uniemożliwiło ukaranie go. 25 lutego 2020 FAČR przekazał sprawę Davida Jablonskiego do organów FIFA. Za udział w ustawianiu meczów na zlecenie mafii bukmacherskiej zawodnikowi Cracovii groziło do 5 lat dyskwalifikacji i wysoka grzywna finansowa.
We wrześniu 2020, został skazany na półtoraroczny zakaz jakiejkolwiek działalności w futbolu, w tym treningów

## Sukcesy

### Klubowe

#### Baník Sokolov
- Mistrz 2. ligi (1×): 2011/2012

#### Lewski Sofia
- Wicemistrz Bułgarii (1×): 2016/2017
- Finalista Pucharu Bułgarii (1×): 2017/2018

#### Cracovia
- Zdobywca Pucharu Polski (1×): 2019/2020

### Indywidualne
- Najlepszy obrońca ligi bułgarskiej (1×): 2017[22]